# Jean Löhe
Jean Löhe (* 9. August 1901 in Köln; † 28. August 1990 ebenda) war ein deutscher Opernsänger (Lyrischer Tenor).

## Leben
Geboren im Kölner Arbeiterviertel Vingst als Sohn eines Formers in einer Eisengießerei, wuchs Jean Löhe in einer Arbeiterfamilie mit sechs Kindern auf. Allen Kindern wurde musikalische Neigung und Begabung nachgesagt, doch konnten seine Eltern ihm keine künstlerische Ausbildung ermöglichen. Wie seine Geschwister wählte er zum Broterwerb einen handwerklichen Beruf aus und wurde Schildermaler, der sich zum Werbegraphiker weiterbilden ließ. In der Freizeit folgte er seiner früh entwickelten Freude am Gesang und wurde Mitglied in Arbeiter-Chorgemeinschaften. Dort konnte er gelegentlich auch Solistenaufgaben übernehmen, so wurde er als begabter Tenorist auffällig. Einer der führenden Werkschöre des Rheinlands, die Chorgemeinschaft von Dynamit Nobel (genannt „Diamant Nobel“), bot ihm Arbeit im Unternehmen an und reihte ihn als Tenorführer in ihren Klangkörper ein.
Erst im Alter von 35 Jahren begann der Hobby-Tenor mit der Ausbildung seiner Stimme an der Rheinischen Musikschule in Köln in der Klasse von Professor Bruno A. Braumüller. Dank seiner stimmlichen Naturbegabung sowie seines autodidaktisch erworbenen vokalen Basiskönnens legte er schon nach einem Studienjahr das Staatsexamen als lyrischer Tenor ab, womit ihm Bühnenreife attestiert wurde. Sein Debüt fand jedoch fast vier Jahre später, 1940, am Theater Koblenz statt; gleichzeitig debütierte dort die um mehr als zwei Jahrzehnte jüngere Anneliese Rothenberger.
Nach zwei Spielzeiten in Koblenz folgten Kriegseinsatz an der Ostfront, sowjetische Kriegsgefangenschaft und vorzeitige Haftentlassung. Bei seiner Rückkehr nach Deutschland konnte Jean Löhe sein gesangliches Wirken fortsetzen an den Stadttheatern von Altenburg in Thüringen und Plauen im Vogtland. Sofort einsetzende lokale Erfolge ermutigten ihn 1948, nach Berlin zu fahren und dort bei Intendanten, Konzertagenturen, Orchestern und Rundfunkanstalten vorzusingen. Beim amerikanischen Sender RIAS konnte er erste Aufnahmen machen. Das als „Städtische Oper Berlin“ im Theater des Westens an der Charlottenburger Kantstraße mit ständigem Spielbetrieb und Festensemble wiederbeginnende Deutsche Opernhaus ermöglichte ihm Auftritte im Lirico- und Leggiero-Fach. Beachtliche Flexibilität, Expansionskraft und problemlose Vokalisation in höchster Tessitura bewies er etwa als Nadir in Georges Bizet Perlenfischern und als Chapelou in Adolphe Adams Postillon von Lonjumeau. 1948/49 war er zudem fest am kurzlebigen Neuen Operettentheater Berlin engagiert.
Bekannt und mit einiger Breitenwirkung beliebt wurde der Tenor aber durch immer häufigere Radio-Präsenz, im Studio und in Live-Konzerten, allerdings meist im Genre der Operette und „gehobenen Unterhaltungsmusik“. Diese Musiksparten erfreuten sich im zerstörten Deutschland (ähnlich Kinoschwänken, Heimatfilmen, Schlagerschnulzen) großer Beliebtheit. So kam Jean Löhe gegen Ende seines fünften Lebensjahrzehnts zu einer extrem späten Sängerkarriere mit regionaler, dann landesweiter Ausstrahlung. In den 1950er Jahren war er auf allen Ätherwellen präsent, neben RIAS Berlin vornehmlich beim damaligen NWDR, Funkhaus Köln, unter dem das Operetten-Repertoire souverän betreuenden Dirigenten Franz Marszalek.
Die kurzzeitig fast dominante Position Löhes im „leichten Metier“ führte rasch auch zu Schallplattenaufnahmen – als Interpret von Johann Strauss (Sohn), Karl Millöcker, Carl Zeller, Franz Lehár, Emmerich Kálmán, Leo Fall, Paul Lincke, Eduard Künneke, Rudolf Kattnigg, Walter Kollo, Nico Dostal, Ralph Benatzky, in Samplers und Potpourris, auch mit Tenorschlagern aller Art, bald exklusiv beim Label Telefunken. Dies obwohl sein Stimm-Material ihn keineswegs als Tenore leggiero ausweist. Leider nur wenige Opernarien, im Rundfunkstudio entstanden, dazu eine deutschsprachige, attraktiv besetzte RIAS-Aufnahme der Perlenfischer (Bizet), zeigen das Potential eines Lirico mit Anlagen zum Spinto.
Da ein Wechsel ins Opernfach aufgrund seines Alters aussichtslos schien, gab der fast 60‑jährige Sänger nach gerade zehnjähriger Prominenzlaufbahn seine Karriere im medialen Rampenlicht auf. Er trat gelegentlich noch als Oratoriensänger auf, gab private Konzerte, erschien bei festlichen Events. Fast wie zum Ausgleich für sein so kurzes Sängerwirken war ihm ein langes Leben beschert. Er starb 89‑jährig am 28. August 1990 in seiner Heimatstadt Köln. Sein Tenor zählt zu den großen Stimmen der deutschen Nachkriegs-Epoche.